# ويكيبيديا الإيدوية
ويكيبيديا الإدوية (الإيدوية:Wikipedio) هي النسخة الإدوية من موسوعة ويكيبيديا.

## الإحصائيات
| عدد المستخدمين المسجلين | عدد المستخدمين النشيطين | عدد المقالات | صفحات المحتوى | عدد التعديلات | عدد الملفات المرفوعة | عدد الإداريين |
| ----------------------- | ----------------------- | ------------ | ------------- | ------------- | -------------------- | ------------- |
| 41٬240                  | 57                      | 54٬524       | 75٬793        | 1٬066٬547     | 0                    | 5             |